# Qui êtes vous ?
 (septembre 2022).
Si vous disposez d'ouvrages ou d'articles de référence ou si vous connaissez des sites web de qualité traitant du thème abordé ici, merci de compléter l'article en donnant les références utiles à sa vérifiabilité et en les liant à la section « Notes et références ».
L'acronyme QEV (Qui êtes vous ?) désigne un principe de gestion de droits et de contrôle d'accès adapté à télévision, les télécommunications et à certains services multimédias, associant obligatoirement une carte d'abonné avec un récepteur ou un terminal de télévision. Provenant du procédé Card pairing, le QEV est exploité par certains éditeurs/diffuseurs de chaînes à péage (par satellite, câble, xDSL TV, TNT...). 
Son principe consiste à identifier à la fois une carte d'abonnement et un récepteur (ou terminal) spécifiques et à les associer obligatoirement. Une fois la carte glissée dans l'appareil, un échange de données validé par la télédiffusion numérique provenant de l'opérateur, verrouille leur association.
Le fonctionnement de la carte et éventuellement celui du récepteur peuvent être bloqués, dès lors qu'une carte d'abonnement est glissée dans un appareil auquel elle n'est pas associée officiellement par le mode Card pairing.
Le même type de système est en vigueur chez les opérateurs de téléphonie mobile.
En France, Canalsat commercialise une offre exploitant des cartes seules avec Contrôle d'accès (télévision) Viaccess disposant de cette sécurisation.